# Nande-Schwert
Das Nande-Schwert ist eine afrikanische Waffe. Afrikanische Schwerter wurden in verschiedenen Ländern und von verschiedenen Ethnien Afrikas als Kriegs-, Jagd-, Kultur- und Standeswaffe entwickelt und genutzt. Die jeweilige Bezeichnung der Waffe bezieht sich auf eine Ausprägung dieses Waffentyps, die einer bestimmten Ethnie zugeordnet wird.

## Beschreibung
Das Nande-Schwert hat eine einschneidige, gerade, bauchige Klinge. Die Klinge läuft am Klingenrücken leicht wellenförmig. Vom Heft an verläuft der Klingenrücken in einer leichten Welle zum Ort hin. Die Schneide ist bauchig. Die Klinge hat keinen Mittelgrat und keinen Hohlschliff. Das Heft besteht aus Holz und ist zur besseren Griffigkeit mit Metalldraht umwickelt. Das Nande-Schwert wird von der Ethnie der Nande benutzt.